# Cerodontha hungarica
Cerodontha hungarica är en tvåvingeart som beskrevs av Zlobin 1980. Cerodontha hungarica ingår i släktet Cerodontha och familjen minerarflugor.
Artens utbredningsområde är Ungern. Inga underarter finns listade i Catalogue of Life.